# Бакарес
Бакарес (на испански: Bacares) е село и община в Испания. Намира се в провинция Алмерия, в състава на автономната област Андалусия. Общината влиза в състава на района (комарка) Вале дел Алмансора. Заема площ от 95 km². Населението му е 244 души (по данни от 2017 г.). Разстоянието до административния център на провинцията е 135 km.

## Демография
| 1996 | 1998 | 1999 | 2000 | 2001 | 2002 | 2003 | 2004 | 2005 | 2006 |
| ---- | ---- | ---- | ---- | ---- | ---- | ---- | ---- | ---- | ---- |
| 287  | 278  | 284  | 291  | 295  | 295  | 287  | 296  | 291  | 290  |